# Panthéon (Paris)

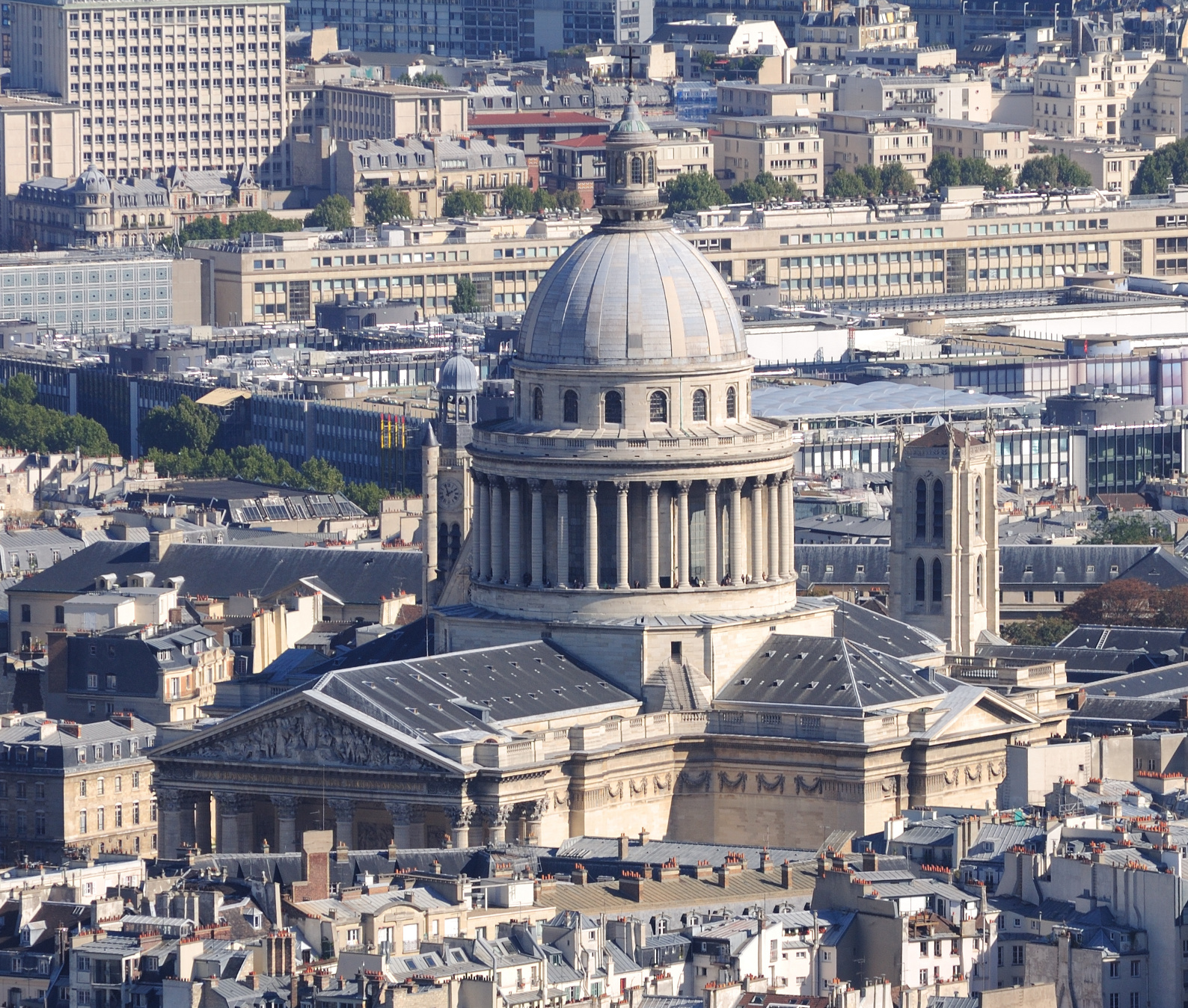
Panthéon vom Eiffelturm aus

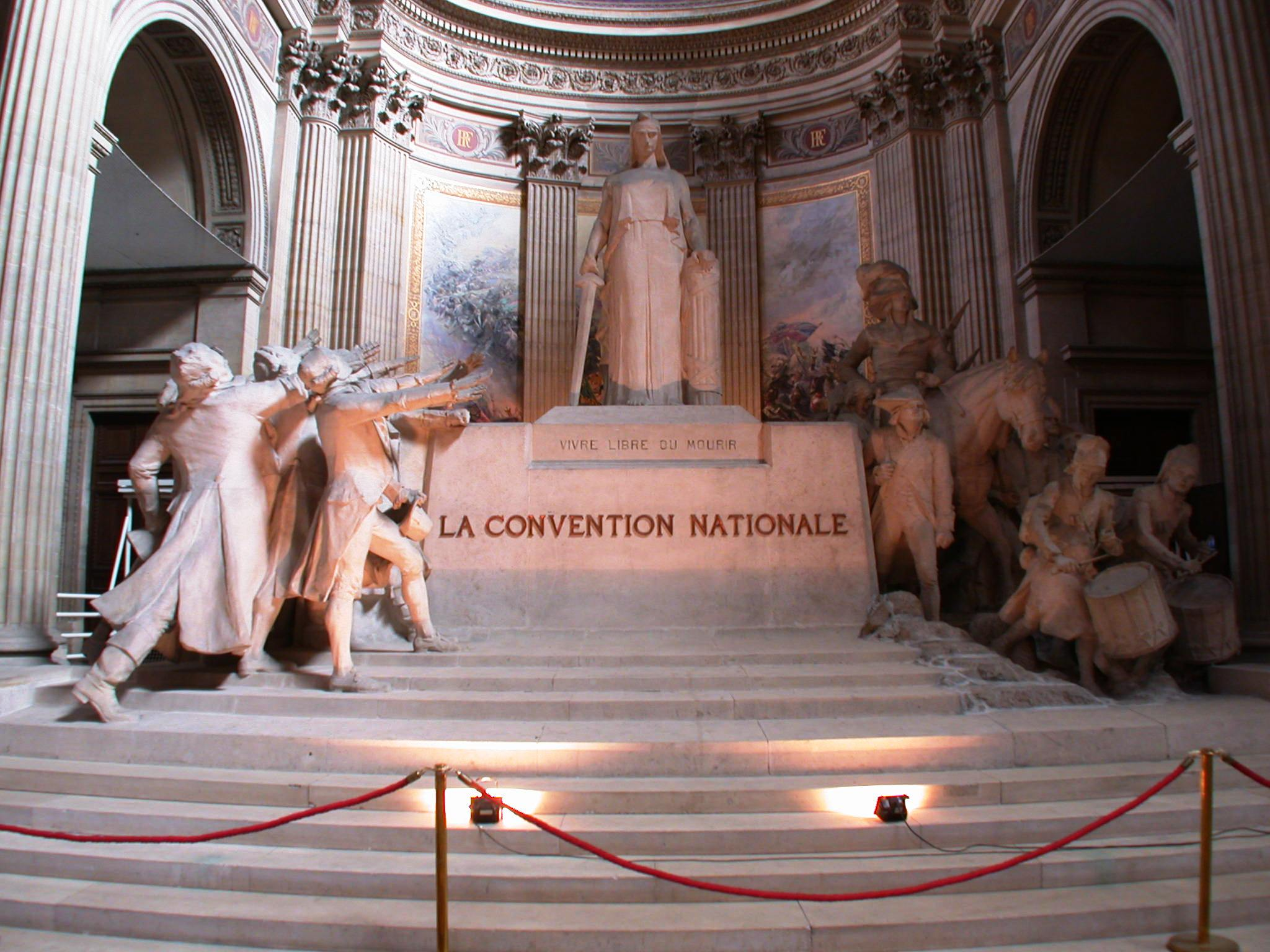
La Convention Nationale von François Sicard, auf dem Sockel die Inschrift: Vivre libre ou mourir (in der Apsis)

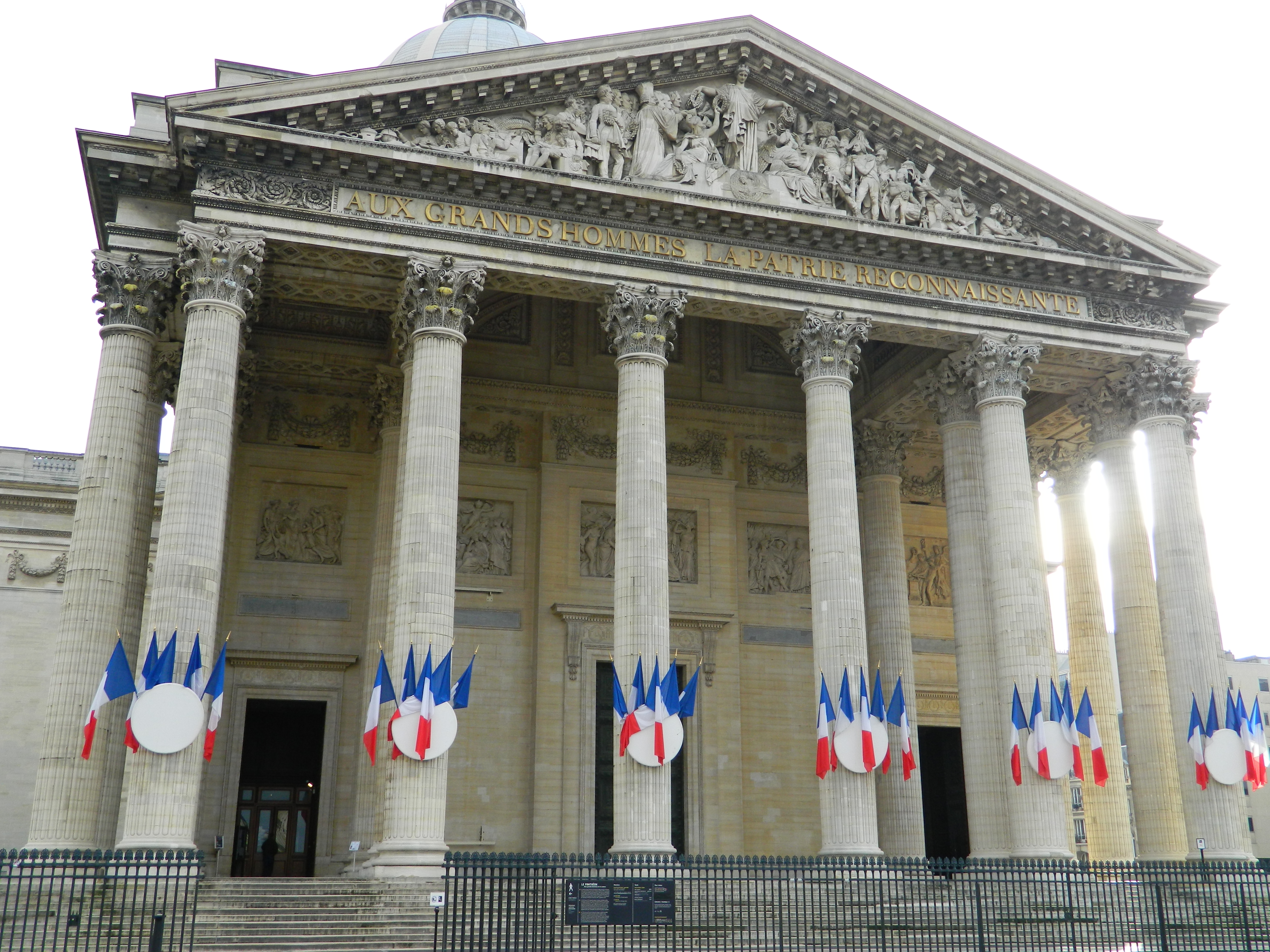
Panthéon

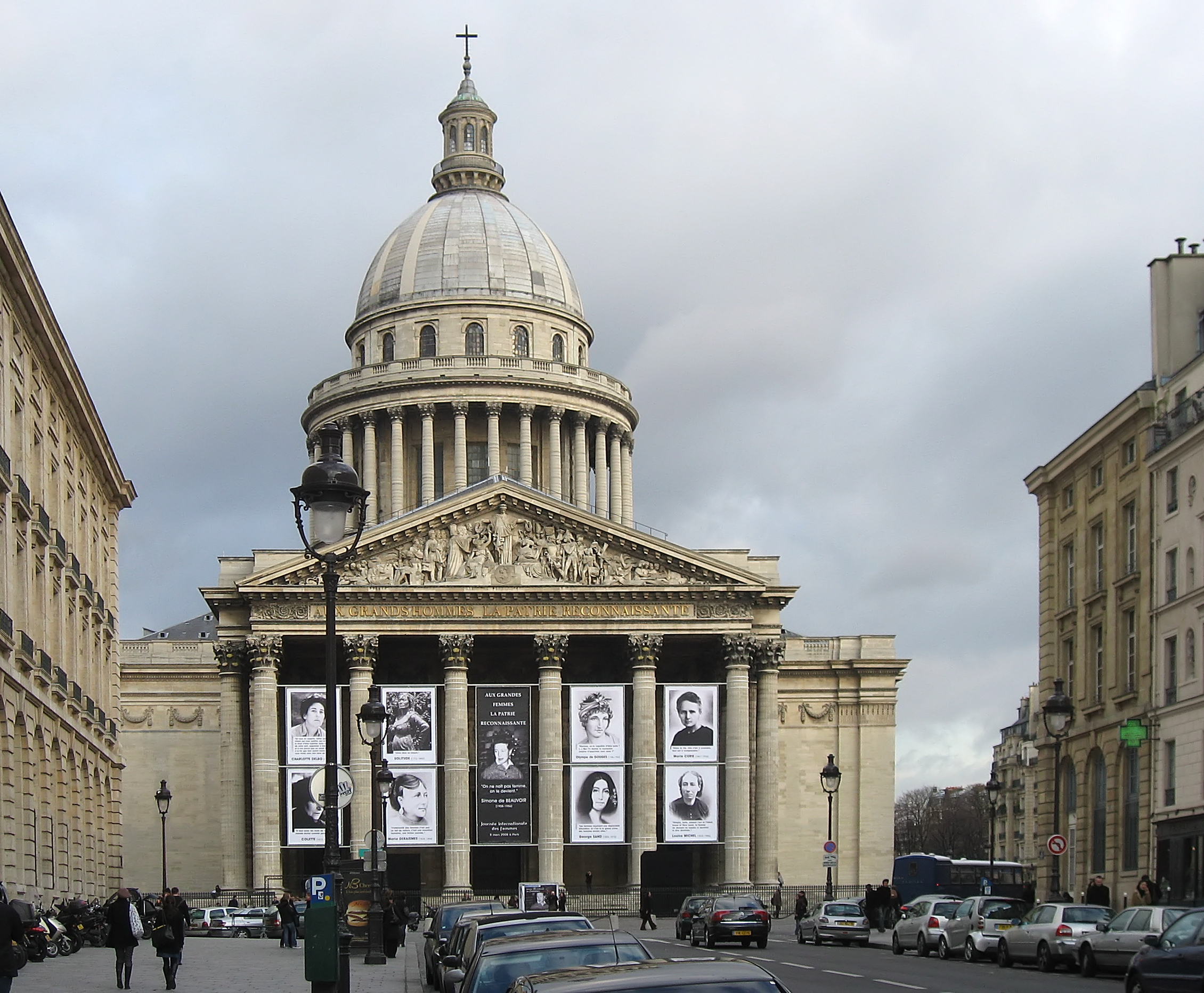
Das Panthéon, von der Rue Soufflot aus fotografiert

Das Panthéon (altgriechisch παν pan, deutsch ‚alles‘ und θεός theós, deutsch ‚Gott‘) auf dem Hügel der heiligen Genoveva in Paris (5. Arrondissement) ist die nationale Ruhmeshalle Frankreichs und die Grabstätte berühmter französischer Persönlichkeiten.
Das Gebäude wurde als Kirche der mächtigen Abtei Sainte-Geneviève geplant und im Auftrag von König Ludwig XV. in den Jahren 1764 bis 1790 von dem Architekten Jacques-Germain Soufflot (1713–1780) und seinen Schülern errichtet. 1791, während der Französischen Revolution, wurde der Bau von der französischen Nationalversammlung umgewidmet und zu einer säkularen Gedenkstätte erklärt, in der seitdem Personen beigesetzt werden, die sich um Frankreich verdient gemacht haben.

## Geschichte

### Kirche und Chorherrenstift der heiligen Genoveva
Seit dem 5. Jahrhundert stand an dieser Stelle die erste Kirche mit dem Patrozinium der Apostel Petrus und Paulus, in der Genoveva von Paris († um 502), die Schutzpatronin der Stadt, aber auch der Merowingerkönig Chlodwig I. († 511) und seine zweite Gattin Chrodechild begraben wurden. Im 9. Jahrhundert wurde die Apostelkirche in Sainte-Geneviève umbenannt.
1148 gründete Suger von Saint-Denis bei Sainte-Geneviève einen Konvent der Augustiner-Chorherren vom Heiligen Victor. Um 1180 wurde die alte Kirche durch den Neubau einer Stiftskirche ersetzt, die später verfiel und schließlich abgerissen wurde.
Im 17. Jahrhundert – seit 1634 war Sainte-Geneviève Mutterhaus für alle Regularkanonikerstifte in Frankreich – planten die Genovevianer-Kanoniker (frz. Génovévains), ihre bescheidene im gotischen Stil erbaute Kirche durch eine neue im Stil der neuen Zeit Ludwigs XIV. zu ersetzen. Sie wollten damit einerseits den Reichtum und die Macht ihrer Kongregation eindrucksvoll unter Beweis stellen und andererseits für die Schutzheilige von Paris einen angemesseneren Ort der Verehrung schaffen. 1675 schlug Claude Perrault, der Architekt der Ostkolonnade des Palais du Louvre, den Bau einer Kirche im Stil einer römischen Basilika vor, was aber abgelehnt wurde.
Bis zur endgültigen Entscheidung für eine neue Kirche vergingen weitere 70 Jahre. Im Jahr 1744 geriet ein Kirchenneubau wieder in den Bereich des Möglichen. Als König Ludwig XV. in Metz schwer erkrankt war, gelobte er, im Falle seiner Wiedergenesung auf dem Gipfel des Montagne Sainte-Geneviève eine Kirche ganz nach den Wünschen der Genovevianer errichten zu lassen. Während weiterer zehn Jahre wurde die Finanzierung der königlichen Baustelle sichergestellt, dies geschah unter anderem durch eine Erhöhung der Lotteriesteuer. Zum Architekten wurde der bis dahin weitgehend unbekannte Jacques-Germain Soufflot bestimmt, der bisher allenfalls durch seine Arbeit an der Fassade des Krankenhauses (Hôtel-Dieu) von Lyon aufgefallen war. Im Marquis de Marigny, dem Generaldirektor der königlichen Bauten und Bruder von Madame de Pompadour, der Mätresse des Königs, hatte er jedoch einen hochrangigen Förderer.
Im Dezember 1757 genehmigte der König Soufflots Modell einer riesigen Kirche in Form eines griechischen Kreuzes. Der Grundriss der neuen Kirche erinnerte somit stark an byzantinische oder syrische Kirchenbauten. Die Arbeiten an den Grundmauern wurden zwar sofort aufgenommen, wegen der vielen alten zur Tongewinnung angelegten Schächte, die den Hügel der heiligen Genoveva teilweise schon im Altertum durchzogen, dauerten sie aber fast drei Jahre. Über den Pfeilern des Fundaments wurde eine Krypta angelegt, welche die Fläche der gesamten Kirche einnimmt.
Der Baumeister Soufflot leitete mit ihr eine neue Ära ein. Er bewunderte zwar die Erhabenheit der gotischen Kathedralen, gleichzeitig aber auch die römische Klassik und ihr Wiederaufleben im europäischen Klassizismus. Das hieß für ihn, dass er unbedingt eine Kuppelkirche mit einer griechisch-römischen Tempelfassade und einer großen Kuppel über einem säulengeschmückten Tambour bauen wollte – so wie Michelangelo es beim Petersdom in Rom gemacht hatte. Der Außenbau ließ so die Formen der römischen Antike wiederaufleben.
Am 6. September 1764 legte Ludwig XV. den Grundstein der von ihm gestifteten Kirche. Bis zur Fertigstellung des Gotteshauses vergingen weitere 25 Jahre. Als 1790 die Laterne auf die Kuppel gesetzt und die Arbeit damit abgeschlossen war, hatte die neue Zeit die ursprünglichen Planungen der Augustiner, des Königs und Soufflots aber bereits überholt.
Vorbild dieser Pariser Kirche und auch vieler Kirchen der Renaissance und des Barock ist das Pantheon in Rom. Dieser einzige erhaltene antike Kuppelbau war also auch für die Pariser Kirche namensgebend.
Soufflot starb 1780, ohne die Kuppel begonnen zu haben. Es geht das Gerücht, er sei an „gebrochenem Herzen“ gestorben, weil sein Bauwerk, mit dem sein Name in die Architekturgeschichte einging, an zahlreichen baulichen Mängeln zu zerfallen drohte. Die Vollendung der Kirche erfolgte durch seine Schüler Maximilien Brébion und Jean-Baptiste Rondelet, die sie 1790 fertigstellten. Dabei ist vor allem Rondelet zu nennen, der den Trägerbalken aus Eisenbeton erfunden hatte, um so den Bau der großen Fassade zu ermöglichen. Um diese neue architektonische Idee zu verwirklichen, waren somit auch neue Techniken nötig.

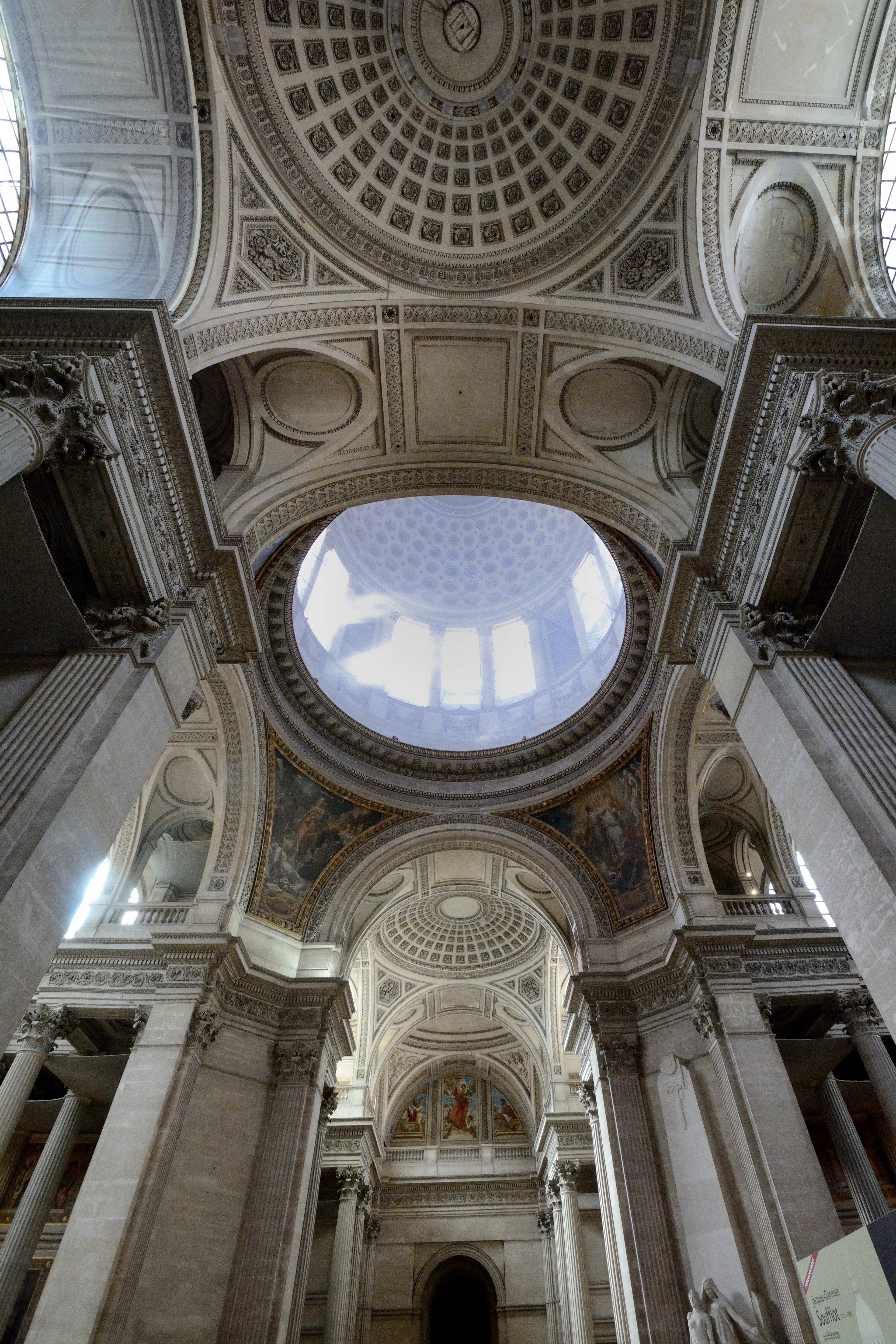
Innenraum des Panthéon

Im Innenraum ließ sich Soufflot von gotischen Kathedralen inspirieren, indem er die schweren Stützen der klassischen Kunst durch die Eleganz schlanker Säulen und Rippengewölbe ersetzte, also durch Elemente der gotischen Bauweise. Außerdem ist jeder der vier Kreuzarme von Seitenschiffen umgeben – wie in den gotischen Kathedralen. Viele Einzelheiten des ursprünglichen Konzepts wurden aber von den Revolutionären verändert, die beispielsweise viele der Seitenfenster zumauern ließen.

### Nationale Ruhmeshalle
Auf Anregung des Départements Paris und Beschluss der Nationalversammlung vom 3. April 1791 wurde der imposante Kuppelbau zur nationalen Ruhmeshalle erklärt und damit profaniert. Auf dem Giebel wurde die Inschrift angebracht: « Aux grands hommes la patrie reconnaissante » – „Den großen Männern die dankbare Heimat“. Hier sollten wichtige Persönlichkeiten der französischen Geschichte verewigt werden. Dies sollte mittels Denkmälern geschehen, doch war auch vorgesehen, die sterblichen Überreste bedeutender Franzosen in Ehrengräbern im Untergeschoss des Gebäudes zu bestatten. Unter dem gesamten Boden des ehemaligen Gotteshauses befindet sich keine Krypta im üblichen Sinne, sondern ein riesiges Gangsystem mit zahlreichen Kapellen, in denen jeweils bestimmte historische Personen gewürdigt werden, so ähnlich, wie man in den christlichen Kirchen die Heiligen verehrte.
Illuster ist die Liste der hier beigesetzten Personen. Der erste Franzose, dessen Leichnam feierlich im Panthéon beigesetzt wurde, war 1791 der Revolutionsführer Mirabeau. Sein Leichnam wurde aber 1793, als er wieder in Ungnade gefallen war, aus dem nationalen Heiligtum entfernt. Am 11. Juli 1791 wurden Voltaires Gebeine in das Panthéon überführt, die heute noch dort ruhen.

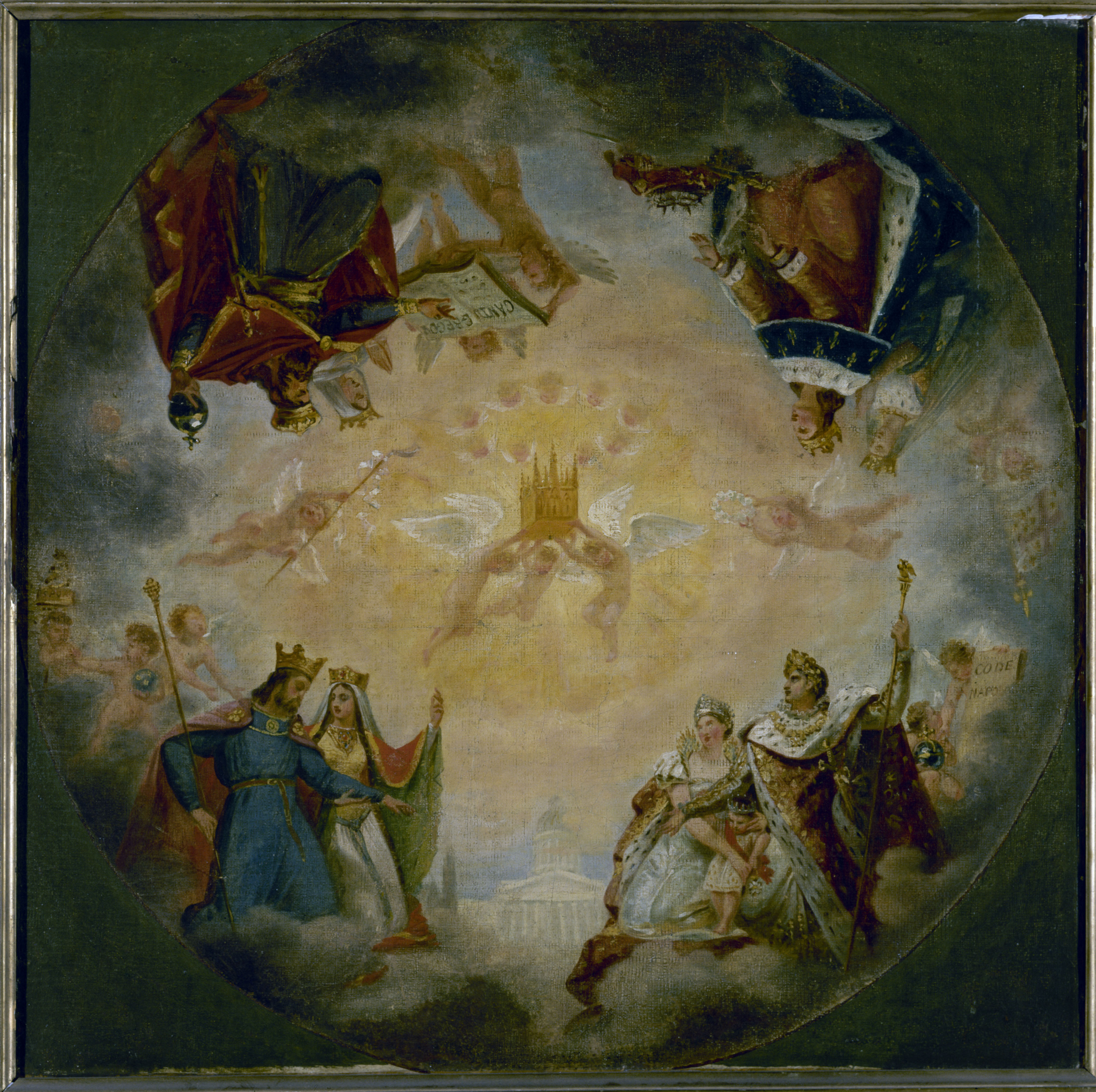
Erste Skizze Antoine-Jean Gros’ für die Bemalung der Kuppel des Panthéon (um 1811)

Ebenfalls 1791 wurde der Architekt Quatremère de Quincy beauftragt, das Gebäude seiner neuen Aufgabe als nationales Panthéon anzupassen. Die ehemalige Kirche ist seitdem einer der wichtigsten Immediatbauten der so genannten Revolutionsarchitektur.

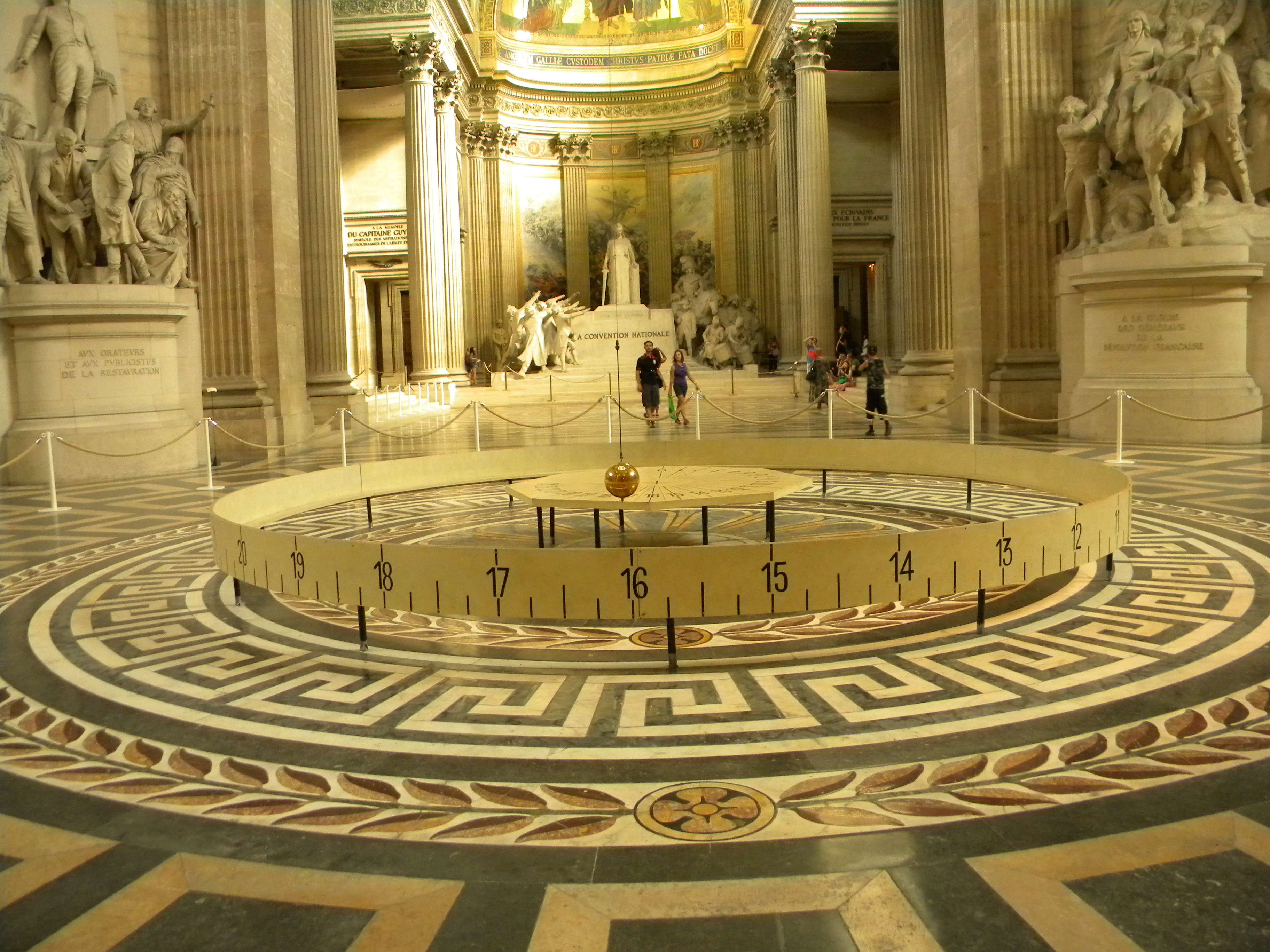
Das Foucaultsche Pendel im Panthéon

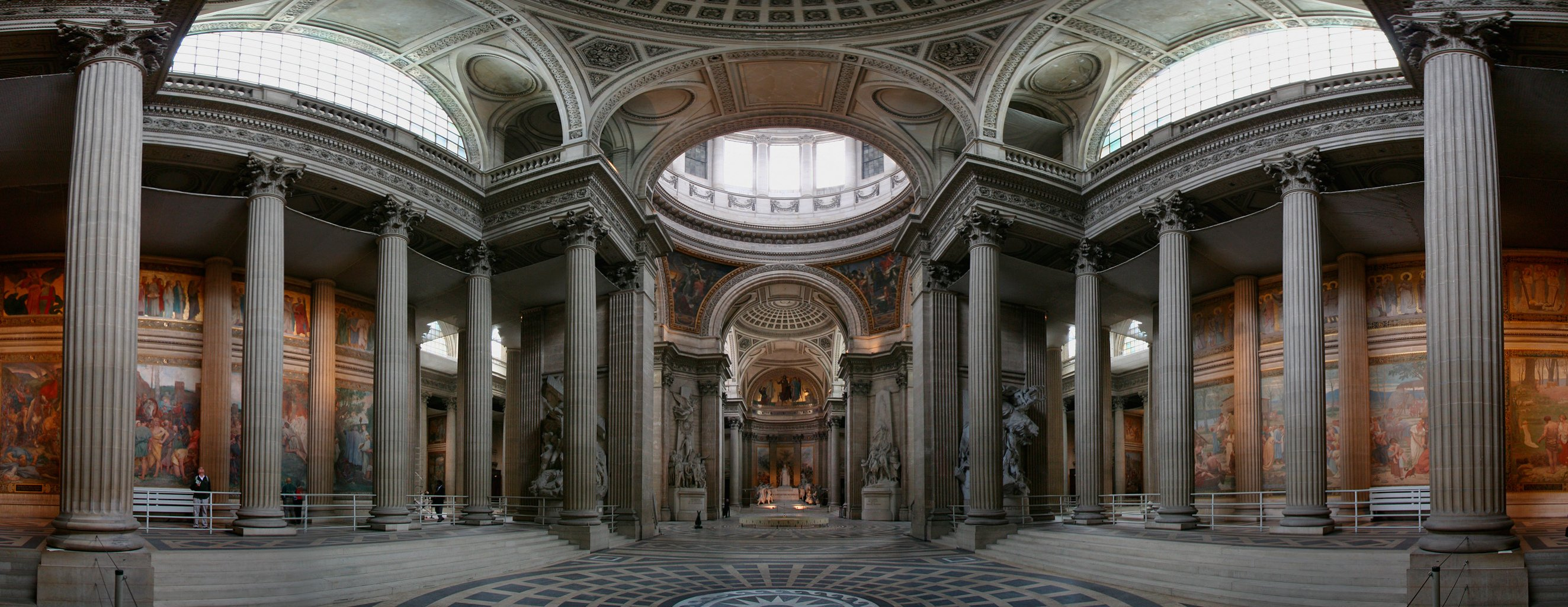
Im Panthéon

Am 26. März 1851 gelang dem Physiker Léon Foucault mit dem nach ihm benannten Pendel im Panthéon der empirische Nachweis der Erdrotation.
Während des 19. Jahrhunderts wurde das Panthéon zweimal umgewidmet: zunächst von der weltlichen Ruhmeshalle wieder zu einer der heiligen Genoveva geweihten Kirche, und 1885 abermals von einer Kirche zur nationalen Ruhmeshalle der Franzosen. Auslöser für die letzte Umwidmung war der Tod Victor Hugos, der nach einer kurzen, aber mit Leidenschaft geführten Debatte unter dem Druck der öffentlichen Meinung schließlich ein Ehrengrab in der Krypta des Soufflot-Baues erhielt.
Als erste Frau wurde 1907 Sophie Berthelot, die Ehefrau des Chemikers und Politikers Marcelin Berthelot, beigesetzt. Die Familie der Verstorbenen hatte einer Überführung der Überreste Marcelin Berthelots ins Panthéon nur unter der Auflage zugestimmt, dass Madame Berthelot weiterhin in einem Grab mit ihrem Gatten ruhe. Die erste Frau, die in Anerkennung ihrer eigenen Leistungen im Panthéon beigesetzt wurde, war Marie Curie. Seitdem wurde diese Ehre noch vier weiteren Frauen zuteil: den Résistantes Geneviève de Gaulle-Anthonioz und Germaine Tillion sowie Simone Veil. Die Tänzerin und Widerstandskämpferin Josephine Baker wurde nach einem Beschluss vom August 2021 ebenfalls aufgenommen.
Im Herbst 2007 rückte das Panthéon auch international in das Blickfeld der Medien, als bekannt wurde, dass die Untergrundorganisation les UX in einer geheimen Aktion die defekte Uhr repariert hatte.

## Das Panthéon als Grablege

### Die „Panthéonisation“

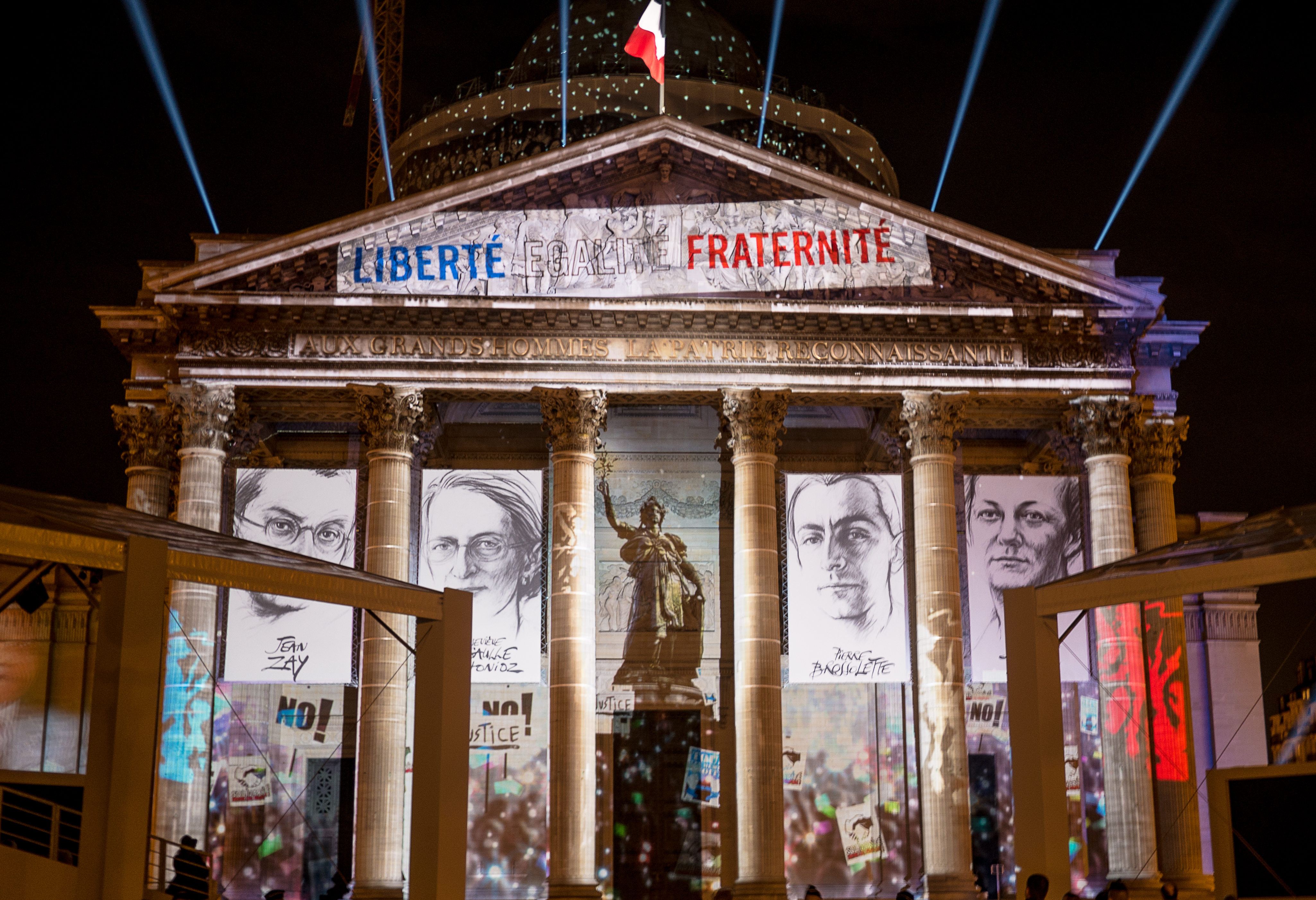
Feier zur Überführung von Geneviève de Gaulle-Anthonioz, Germaine Tillion, Pierre Brossolette und Jean Zay in das Panthéon am 27. Mai 2015

Die Umbettung eines Leichnams oder einer Urne in das Panthéon wird offiziell Panthéonisation (Pantheonisierung) genannt und stellt quasi eine „mystische Erhöhung“ des betreffenden Verstorbenen dar. Nur in Ausnahmefällen wurden die Verstorbenen schon unmittelbar nach ihrem Tod im Panthéon bestattet, beispielsweise Victor Hugo und Marie François Sadi Carnot. Die weitaus meisten Personen, die im Panthéon begraben sind, überführte man erst viele Jahre nach ihrem Ableben dorthin. So wurde etwa der Leichnam des 1870 verstorbenen Alexandre Dumas im Jahr 2002 ins Panthéon verlegt – fast 130 Jahre, nachdem er in seinem Heimatort beerdigt worden war.
Als 1915 die sterblichen Überreste von Claude Joseph Rouget de Lisle, des Verfassers der Marseillaise, nach Paris umgebettet wurden, war ursprünglich eine Bestattung im Panthéon vorgesehen. Diese scheiterte jedoch im letzten Moment an einem Formfehler. Der Beschluss zur Umbettung war so kurzfristig gefasst worden, dass das erforderliche parlamentarische Verfahren für eine Bestattung im Panthéon nicht absolviert werden konnte. Deshalb kam nur die weniger prestigeträchtige Bestattung im Hôtel des Invalides in Frage. Die Überführung Rouget de Lisles in das Panthéon sollte später nachgeholt werden, was jedoch nicht geschah. Er ist daher seit 1915 im Grabgewölbe Caveau des Gouverneurs der Cathédrale Saint-Louis-des-Invalides bestattet.
Die Panthéonisation ist bis heute ein wichtiger Vorgang in der französischen Kulturpolitik. Vorschläge für die Aufnahme einer Person ins Panthéon werden von der Nationalversammlung unterbreitet. Die endgültige Entscheidung darüber kann nur der französische Präsident treffen.

### Gräber bedeutender Persönlichkeiten (Auswahl)

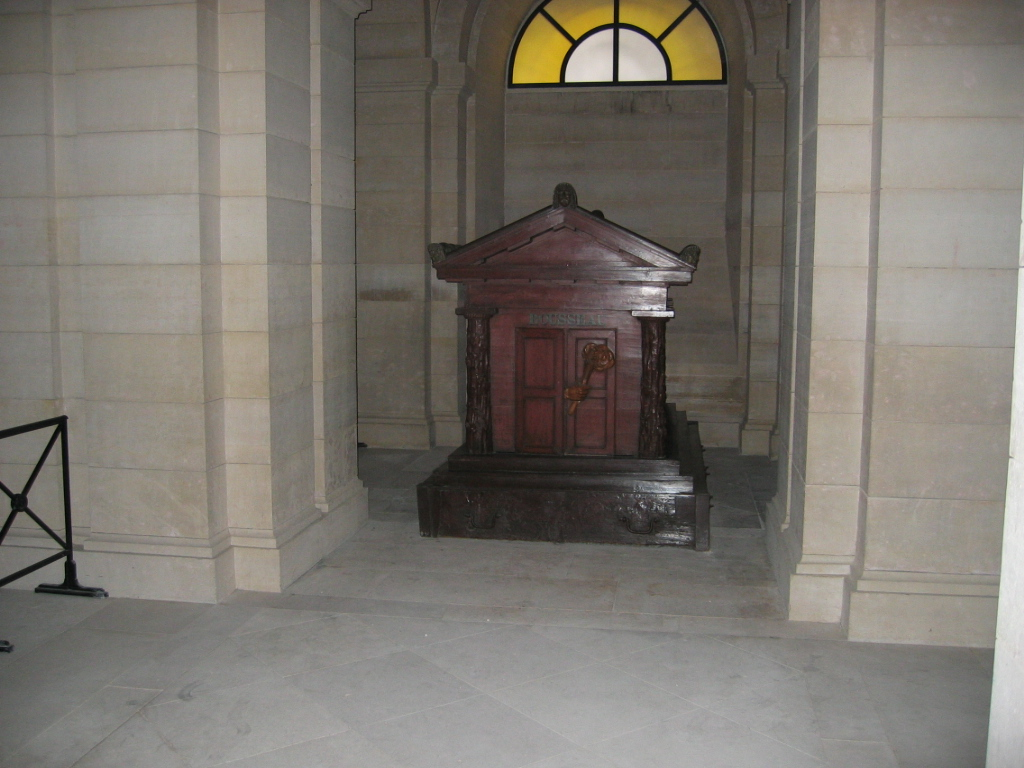
Sarg Jean-Jacques Rousseaus in der Krypta des Panthéon

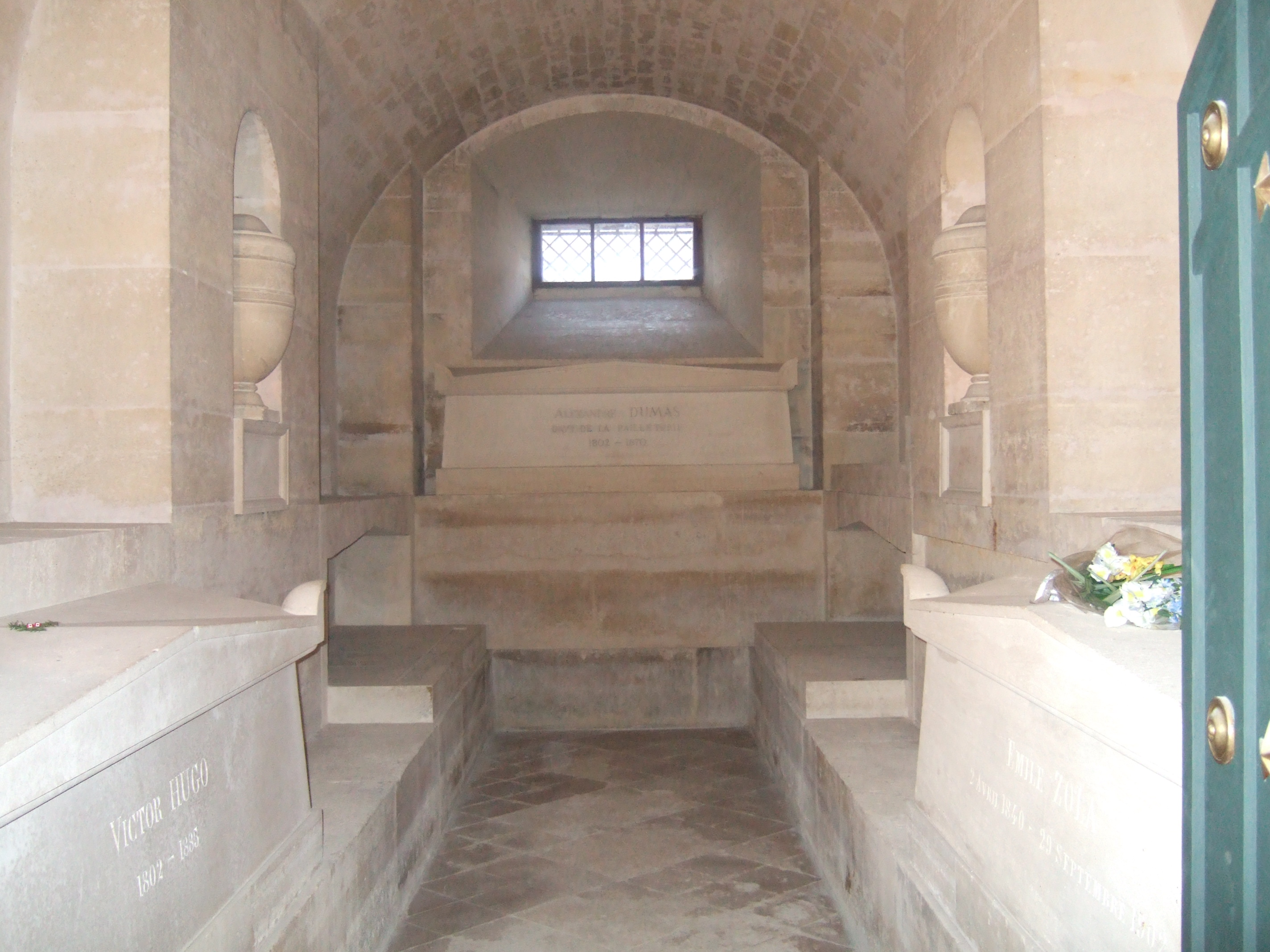
Die Grabkammer von Alexandre Dumas, Victor Hugo und Émile Zola im Panthéon

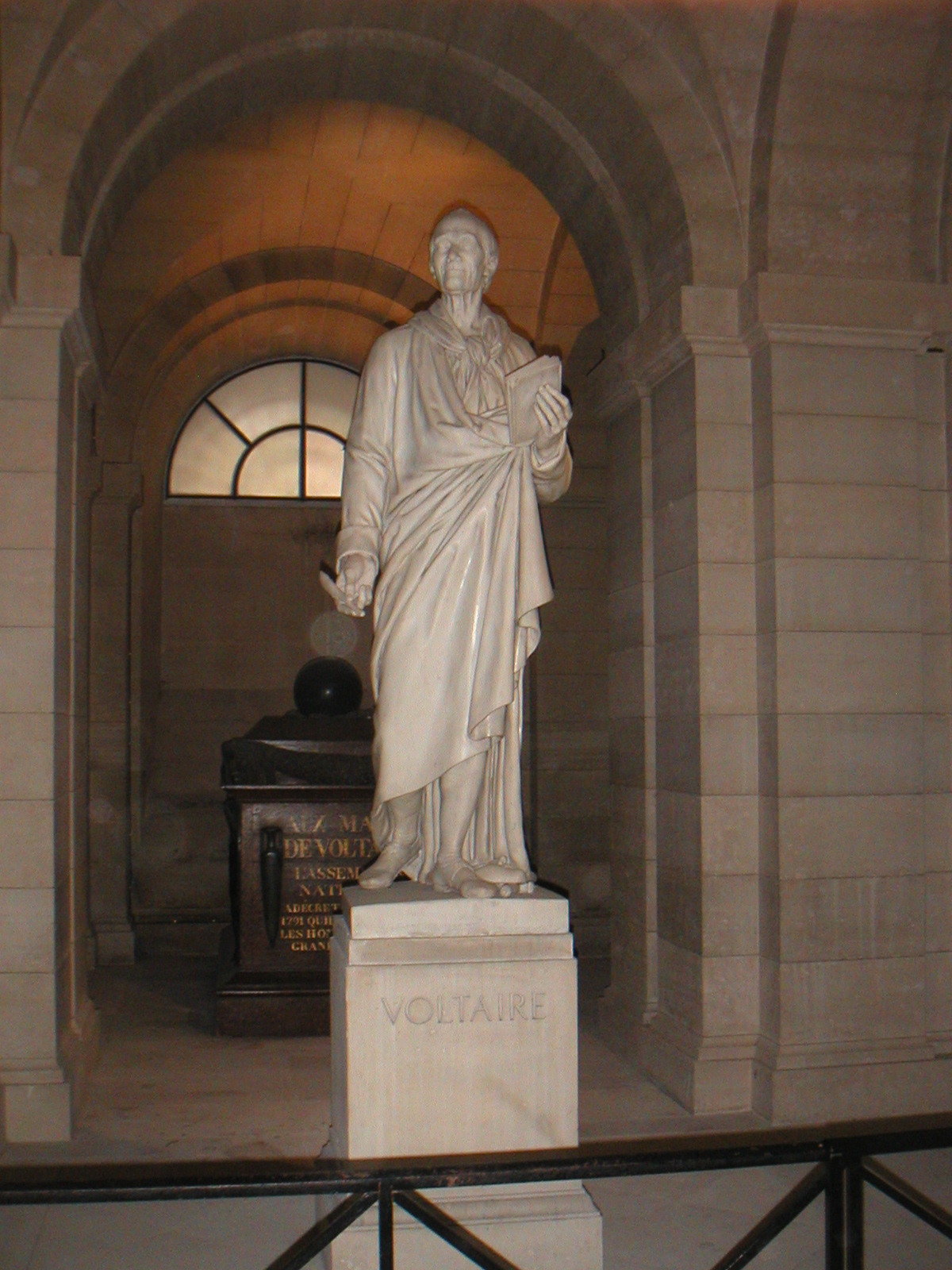
Voltaires Statue in der Krypta des Panthéon

- Théophile Malo Corret de la Tour d’Auvergne (1743–1800), Offizier in einer Schlacht bei Oberhausen, Bayern
- Josephine Baker (1906–1975) (symbolische Grablege), US-amerikanisch-französische Sängerin, Tänzerin und Schauspielerin sowie Widerstandskämpferin und Bürgerrechtsaktivistin
- Marcellin Berthelot (1827–1907) und seine Frau Sophie
- Claude Louis Berthollet (1748–1822), Chemiker und Arzt
- Louis Antoine de Bougainville (1729–1811), Weltumsegler
- Louis Braille (1809–1852), Erfinder der Blindenschrift
- Pierre Brossolette (1903–1944), Résistant[7]
- Lazare Nicolas Marguerite Carnot (1753–1823), Politiker und Wissenschaftler
- Marie François Sadi Carnot (1837–1894), Politiker
- René Cassin (1887–1976), Verfasser der Allgemeinen Erklärung der Menschenrechte
- Marie Jean Antoine Nicolas Caritat, Marquis de Condorcet (1743–1794), Philosoph, Mathematiker und Politiker
- Marie Curie (1867–1934), Chemikerin und Physikerin
- Pierre Curie (1859–1906), Physiker
- Georges Cuvier (1769–1832), Naturforscher
- Jacques-Louis David (1748–1825), Maler
- Alexandre Dumas (1802–1870), Schriftsteller
- Félix Éboué (1885–1944) Kolonialpolitiker, der erste Schwarze, der einen Gouverneursposten in der französischen Kolonialverwaltung erhielt
- François Fénelon (1651–1715), Geistlicher und Schriftsteller
- Geneviève de Gaulle-Anthonioz (1920–2002), Résistante[7]
- Victor Hugo (1802–1885), Schriftsteller
- Jean Jaurès (1859–1914), Politiker
- Jean Lannes, prince de Sievers, duc de Montebello (1769–1810), Marschall des Ersten Kaiserreichs
- Joseph Louis Lagrange (1736–1813), Mathematiker und Astronom
- Paul Langevin (1872–1946), Physiker
- Chrétien-Guillaume de Lamoignon de Malesherbes (1721–1794), Politiker
- André Malraux (1901–1976), Schriftsteller und Politiker
- François Séverin Marceau (1769–1796), Revolutionsgeneral
- Missak und Mélinée Manouchian (1906–1944 bzw. 1913–1989), armenische Widerstandskämpfer
- Gaspard Monge (1746–1818), Mathematiker und Physiker
- Jean Monnet (1888–1979), Politiker
- Jean Moulin (1899–1943), Widerstandskämpfer
- Jean-Baptiste Perrin (1870–1942), Physiker
- Jean-Jacques Rousseau (1712–1778), Philosoph
- Victor Schœlcher (1804–1893), Politiker, Kämpfer für die Freiheit der Sklaven
- Germaine Tillion (1907–2008), Résistante[7]
- Antoine Veil (1926–2013), Manager und Politiker
- Simone Veil (1927–2017), Politikerin und Mitglied der Académie française
- Voltaire (1694–1778), Philosoph
- Jan Willem de Winter (1761–1812), niederländischer Admiral und Marschall
- Jean Zay (1904–1944), Résistant[7]
- Émile Zola (1840–1902), Schriftsteller

Hingegen sind folgende Persönlichkeiten nicht (mehr) im Panthéon beigesetzt:
Graf von Mirabeau wurde als erster in der Ruhmeshalle der französischen Republik bestattet, sogar mit einem Staatsbegräbnis. Jedoch wurden seine sterblichen Überreste nach dem Bekanntwerden seiner Verbindungen zum Königshaus schon 1793 oder 1794 aus dem Panthéon entfernt. Das gleiche Schicksal erlitt der Führer der Jakobiner Jean-Paul Marat. Seine sterblichen Überreste wurden nur wenige Monate nach der Überführung in das Panthéon am 21. September 1794 (andere Quellen nennen den 25. November 1794) wieder aus der Kultstätte entfernt.
Nicht in das Panthéon überführt wurden Napoleon Bonaparte und Charles de Gaulle. Napoléon ruht im Invalidendom (Dôme des Invalides), de Gaulle auf dem Friedhof von Colombey-les-Deux-Églises, wo er ein Landhaus besaß.